# Otto Niebergall

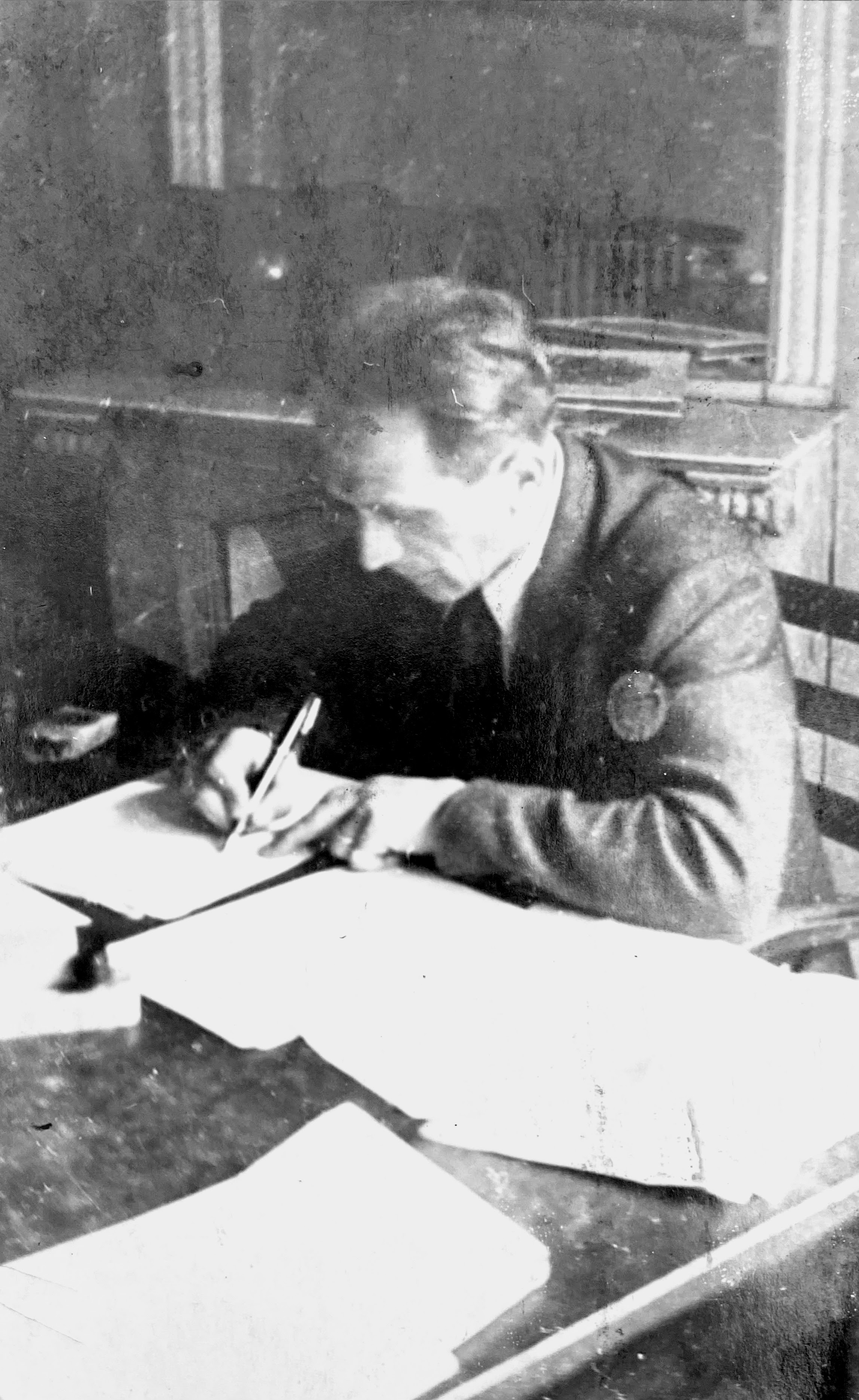
Otto Niebergall

Otto Niebergall (* 5. Januar 1904 in Kusel; † 13. Februar 1977 in Mainz) war ein deutscher Politiker der KPD und Widerstandskämpfer gegen den Nationalsozialismus.

## Leben
Geboren wurde Otto Niebergall auf dem Breitsester Hof bei Kusel, wo er auch aufwuchs. 1918 wurde er Leiter der Jugendorganisation der SPD in Saarbrücken und Mitbegründer der deutschen Metallarbeiterjugend des Deutschen Metallarbeiterverbandes Saarbrücken.
1919 wurde er Mitglied der Sozialistischen Proletarierjugend der USPD. 1920 zog er ins Ruhrgebiet nach Hamborn. Dort wurde er Mitglied im Kommunistischen Jugendverband Deutschlands und Mitglied von deren Unterbezirksleitung in Hamborn. Während des Kapp-Putsches war er aktiv als Kurier der Roten Ruhrarmee.
1922 wurde er Mitglied in der KPD und kehrte nach Saarbrücken zurück. 1923 wurde er dort Leiter des KJVD und Mitglied der Bezirksleitung Saar-Pfalz.
1924 wurde er zum Bezirksleiter des KJVD und Mitglied der Bezirksleitung der KPD gewählt. 1925 war er Gründungsmitglied und Leiter des Roten Frontkämpferbundes (RFB) im Saargebiet, gleichzeitig wurde er zum Mitglied des Bezirkssekretariats der KPD gewählt. Von 1926 bis 1935 vertrat er die KPD im Stadtrat von Saarbrücken. Allerdings war er in dieser Zeit 1932 elf Monate in Zweibrücken wegen der Fortführung des zwischenzeitlich verbotenen RFB inhaftiert. Von März bis Oktober 1934 besuchte er die Internationale Lenin-Schule der Komintern in Moskau.
Im Februar 1935 übersiedelte er nach Frankreich und wurde Abschnittsleiter der KPD für das Saargebiet und die Pfalz. Ab 1937 war er Abschnittsleiter für das Rheinland und Mitglied des Arbeitsausschusses zur Bildung der Volksfront im Saargebiet. 1939 gehörte er zu den Delegierten der Berner Konferenz der KPD. 1940 wurde er in Belgien verhaftet und nach Südfrankreich in das Konzentrationslager in Saint-Cyprien deportiert. Nach der Flucht aus diesem Lager wurde er Leiter der deutschen kommunistischen Widerstandsbewegung in Frankreich und Präsident des „Nationalkomitee Freies Deutschland im Westen“ (CALPO). Seine Sekretärin beim CALPO war Luise Kraushaar.
Niebergall war in Frankreich der Verbindungsmann der KPD zur Résistance. Während der Befreiung von Paris ab Mitte August 1944 stand er in direktem Kontakt zur militärischen Führung des Aufstandes und leitete den Einsatz der CALPO-Kämpfer.
Nach seiner Rückkehr im August 1945 wurde er Instrukteur des ZK der KPD für die Französische Besatzungszone (FBZ), von 1946 bis 1948 war er 1. Vorsitzender des Verbindungssekretariats der KPD in der FBZ. 1946 wurde er wieder zum Stadtverordneten in Saarbrücken gewählt.
1947 wurde er jedoch vom Hohen Kommissar Gilbert Grandval wegen der Zusammenarbeit mit der SED aus dem Saargebiet ausgewiesen. 1948 wurde er zum Mitglied des Parteivorstandes der KPD gewählt und bis 1950 war er Landesvorsitzender der KPD Rheinland-Pfalz, anschließend Vorsitzender der Zentralen Parteikontrollkommission.
Bei der ersten Bundestagswahl 1949 wurde er für die KPD Bundestagsabgeordneter und in die Leitung der Fraktion gewählt. 1952 wurde er ins Zentralkomitee der KPD gewählt.
Die Jahre 1953 bis 1955 verbrachte er in der DDR. 1956 bis 1957 war er wieder Mitglied des Stadtrates von Saarbrücken. Nach dem Verbot des saarländischen Landesverbandes der KPD 1957 erfolgte eine erneute Übersiedlung in die DDR. Dort gehörte er dem ZK und dem von Ost-Berlin aus agierenden Politbüro der in Westdeutschland illegalen KPD an. 1970 wurde er mit dem Karl-Marx-Orden, der höchsten Auszeichnung der DDR, geehrt und erhielt 1974 den Stern der Völkerfreundschaft.
1971 kehrte er in die Bundesrepublik zurück und wurde Vorsitzender der Kommission zur Erforschung der Geschichte der Arbeiterbewegung beim Parteivorstand der DKP und Mitglied des Bezirksvorstandes der DKP in Rheinland-Pfalz. 1972 wurde er zum Vorsitzenden der Interessengemeinschaft ehemaliger Deutscher Widerstandskämpfer (IEDW) gewählt.